# Benjamin Smith Barton

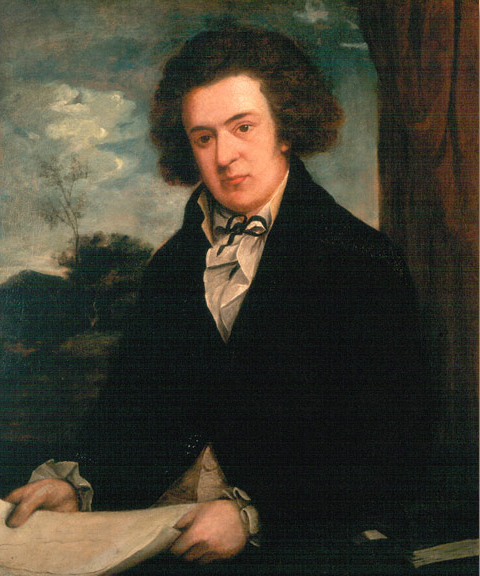
Benjamin Smith Barton

Benjamin Smith Barton (* 10. Februar 1766 in Lancaster, Province of Pennsylvania, British America; † 19. Dezember 1815 in New York, N.Y.) war ein US-amerikanischer Botaniker, Arzt und Pharmazeut. Sein offizielles botanisches Autorenkürzel lautet „Barton“. Er ist der Onkel des Botanikers William Paul Crillon Barton (1786–1856).

## Leben und Wirken
Zunächst ging Barton in Philadelphia zur Schule, wechselte aber 1786 zum Studium der Medizin nach Edinburgh und London. 1789 kehrte er zurück, um an der Universität von Pennsylvania als Professor der Naturkunde und Medizin zu lehren. Er befasste sich in dieser Zeit auch mit Chemie und Pharmazie (Materna Medica). 1793 wurde er in die American Academy of Arts and Sciences gewählt. Er verfasste das erste in Nordamerika veröffentlichte Lehrbuch zur Botanik, Elements of Botany, das 1804 erschien. Seine übrigen Publikationen verdeutlichen sein weit gefächertes Interessenspektrum. Es finden sich Abhandlungen über die Klapperschlange, über die Abstammung der indianischen Ureinwohner und mehrere medizinische Werke.
Darüber hinaus unterstützte Barton die bedeutende Lewis-und-Clark-Expedition, die 1804 aufbrach, um den Westen Nordamerikas zu erforschen. Barton nahm zwar nicht selbst an der Expedition teil, bildete ihre Teilnehmer aber im Sammeln, Dokumentieren und taxonomisch korrekten Benennen von Fundstücken aus. Nach der Rückkehr der Forscher begann Barton 1806 mit dem Auswerten der Proben, starb aber überraschend 1815, bevor er seine Arbeit vollenden konnte.
1789 wurde er zum Mitglied der American Philosophical Society gewählt. 1804 erhielt er die Magellanic Premium der American Philosophical Society. Seit 1812 war er korrespondierendes Mitglied der Preußischen Akademie der Wissenschaften. 1801 wurde er zum korrespondierenden Mitglied der Göttinger Akademie der Wissenschaften gewählt.

## Ehrentaxon
Nach ihm ist die Pflanzengattung Bartonia Muhl. ex Willd. aus der Familie der Enziangewächse (Gentianaceae) benannt worden. Nach ihm und seinem Neffen William Paul Crillon Barton ist die Zeitschrift „Bartonia“ 1908 ff. benannt.

## Werke
- Benjamin Smith Barton's Abhandlungen über die vermeinte Zauberkraft der Klapperschlange und anderer amerikanischen Schlangen; und über die wirksamsten Mittel gegen den Biss der Klapperschlange. Übersetzt von E. A. W. von Zimmermann. Reinicke und Hinrichs, Leipzig 1798. (Digitalisat)
- Barton's Fragments of the Natural History of Pennsylvania. Salvin, London 1799. (Digitalisat)
- Elements of Botany, Or, Outlines of the Natural History of Vegetables. Selbstverlag, Philadelphia 1803. 2. Auflage 1812–1814, 3. Auflage 1827. (Digitalisat)